# Marija Jamar Legat
Marija ("Jeja") Jamar-Legat , slovenska jezikoslovka, literarna zgodovinarka, prevajalka, urednica, * 12. januar 1914, Trbovlje, † 29. november 2003, Ljubljana.

## Življenje in delo
Rojena kot Marija Antonija Jamar. Otroštvo je preživela v Škofji Loki na Mestnem trgu, kjer so živeli krušni starši njene matere. Njen oče Anton je izhajal iz škofjeloške gostilničarske družine, po poklicu je bil zdravnik. Mati ji je bila Katarina ("Katka", rojena Langerholz), ki je bila posvojenka Janeza in Marije Kaiba. Osnovno in srednjo šolo je obiskovala v Ljubljani, kjer se je po maturi vpisala na Univerzo kralja Aleksandra (nekdanje poimenovanje za Univerzo v Ljubljani). Leta 1937 je diplomirala iz francoščine, leta 1944 pa iz slovenščine.
Delovala je kot profesorica, urednica pedagoških in jezikoslovnih publikacij ter prevajalka. Pod vodstvom Marje Boršnik je pripravljala gradiva za osnovnošolska in srednješolska berila. Sodelovala je s Frančkom Bohancem in Jankom Kosom. Bila je urednica revije Mlada pota in imela dolgoletno vlogo v uredniškem odboru Loških razgledov, kamor je pisala prispevke in kjer je skrbela za lekturo ter korekturo. V Loških razgledih je pisala tudi o spominih na slikarja Gvida Birollo, ki je bil družinski prijatelj Jamarjevih. Med njene pomembnejše prispevke k slovenski književnosti šteje spremna beseda k Visoški kroniki Ivana Tavčarja. Njeno delo je tesno povezano s Škofjo Loko, kamor se je vse življenje vračala in kjer je pokopana. Njeno najobsežnejše delo je lokalnozgodovinska kronika Kaibetova hiša na škofjeloškem Placu 1511–1914. 
Občina Škofja Loka jo je leta 1991 za prispevek k domoznanstvu nagradila s priznanjem srebrni grb občine Škofja Loka, Muzejsko društvo Škofja Loka pa ji je podelilo naziv častne članice.